# Ruta Estatal de California 172
La Ruta Estatal de California 172, y abreviada SR 172 (en inglés: California State Route 172) es una carretera estatal estadounidense ubicada en el estado de California. La carretera inicia en el Oeste desde la SR 36     en Mineral en sentido Este hasta finalizar en la SR 36  , SR 39   en Morgan Springs. La carretera tiene una longitud de 14,4 km (8.917 mi).

## Mantenimiento
Al igual que las autopistas interestatales, y las rutas federales y el resto de carreteras estatales, la Ruta Estatal de California 172 es administrada y mantenida por el Departamento de Transporte de California por sus siglas en inglés Caltrans.

## Cruces
La Ruta Estatal de California 172 es atravesada principalmente por los siguientes cruces:

Toda la ruta se encuentra dentro del condado de Tehama.
| Localidad | Miliario | Destinos                            | Notas |
| --- | -------- | ----------------------------------- | ----- |
| Mineral | 0.00     | SR 36 – Chester, Susanville         |       |
| Morgan Springs | 8.92     | SR 36 SR 89 – Red Bluff, Susanville |       |
| 1.000 mi = 1.609 km; 1.000 km = 0.621 mi Cerrada/Antigua • Terminal concurrente • Acceso incompleto • Propuesta/Sin abrir |          |                                     |       |